# Lyngåsbanen
Lyngåsbanen var en rallycrossbana i Lier i Norge. Banan var en av de mest kända i landet och förvaltades av NMK Drammen. Den första tävlingen hölls den 29 oktober 1972. Banan godkändes som EM-bana 1979 och den första EM-tävlingen kördes året därpå, det 25:e och sista EM-loppet på Lyngåsbanen kördes 2004. Under början av 2000-talet hotades banan av nedläggning på grund av att man inte kunde enas om ekonomin. I juni 2013 meddelade NMK Drammen att man inte längre skulle få förvalta banan. Sista tävlingen på banan kördes 1 september 2013.
På platsen finns sedan 2015 ett deponiområde för avfall.

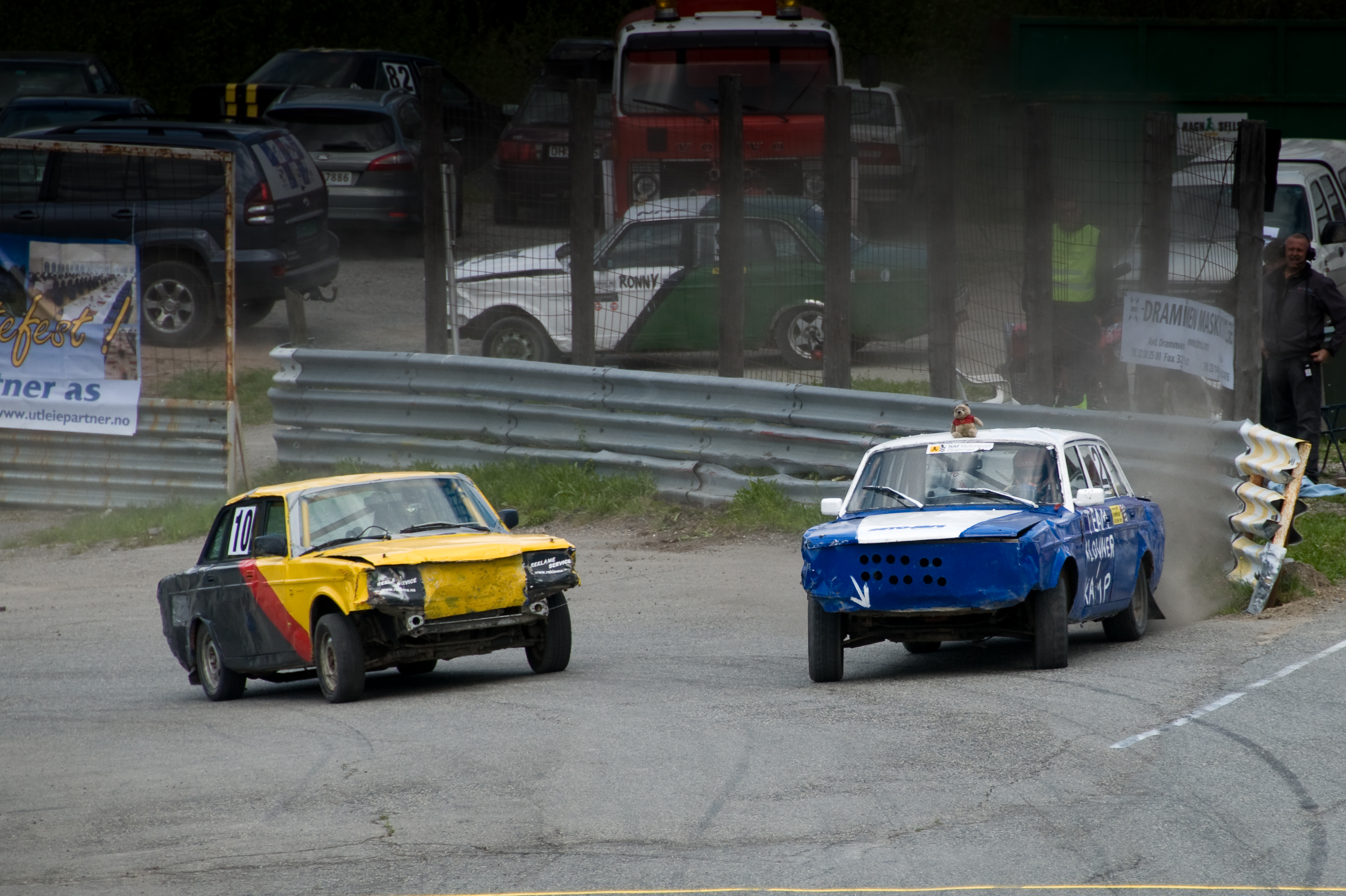
Bilcross på Lyngåsbanen den 9 maj 2009.